# SS-Standarte Kurt Eggers
L'SS-Standarte Kurt Eggers fu una sezione delle Waffen-SS formata nel gennaio 1940 come SS-Kriegsberichter-Kompanie o "Compagnia delle SS dei corrispondenti di guerra".

## Partecipazione al conflitto
Inizialmente i suoi quattro plotoni furono aggregati a quattro unità delle SS combattenti, prendendo parte alla campagna occidentale del 1940 e dei Balcani nel 1941.
Successivamente, nell'agosto 1941 venne denominata SS-Kriegsberichter Abteilung, per poi assumere la sua denominazione definitiva nel dicembre 1943, in onore del corrispondente della rivista delle SS, Das Schwarze Korps, che era rimasto ucciso vicino Kharkov il 13 agosto 1943, mentre era aggregato alla 5. SS-Panzer-Division "Wiking".
I soldati di tale reparto erano tutti volontari ed erano stati addestrati a Berlino-Zehlendorf. Vi facevano inoltre parte molti volontari stranieri, tra cui due cittadini statunitensi, Martin James Monti e Peter Delaney, tre cittadini inglesi, Railton Freeman, Dennis John Leister e Francis Paul Matton, e un neozelandese, Roy Nicholas Courlander.
Alcuni di questi entrarono poi a far parte del Britisches Freikorps.
Il comandante dell'unità era l'SS-Standartenführer Gunter d'Alquen ed ebbe a disposizione una forza di 141 uomini nel dicembre 1943 e di 1.180 uomini nel giugno 1944.

## Struttura
- Stab
  - Adjutant
  - Verbindungsoffizier bei SS-FHA und OKW
  - Ordonanzoffizier
  - Standarteingenieur
  - Zensuroffizier
  - Gruppenleiter Ausland
  - Gruppenleiter Wort
  - Gruppenleiter Bild
  - Gruppenleiter Film
  - Referatsleiter Film
  - Gruppenleiter Rundfunk
  - Gruppenleiter Rundfunk Technik
  - Gruppenleiter Rundfunk Sendung
  - Gruppenleiter Zeichen
- Abteilung Verwaltung
  - Unterkunftsverwaltung
  - Gruppe Wort
  - Verbindungsfuhrer Presse
- Gruppe Bild
  - Referat Bildtechnik
  - Referat Bildschriftleitung
  - Referat Bildarchiv
- Gruppe Rundfunk
  - Referat Rundfunkstechnik
  - Referat Rundfunksendung
- Abschnitt Russland-Nord
- Abschnitt Russland-Sud
- Abschnitt Lettland und Lettische Einheiten
- Abschnitt Sudost
- Abschnitt West
- Sonderunternehmen Sudost
- Kommando Oslo
- Kommando Copenhagen
- Kommando Frankreich
- Kommando Brussel
- Kommando Sudost
- Kommando Adria
- Ersatz Kompanie
  - Ausbildungsgruppe
- Gruppe Kampfpropaganda
  - 2 zug SS-Kampfpropaganda
- Sonderunternehmen Sudstern
  - Skorpion Ost
  - Skorpion West
  - Unternehme Wintermarchen